# Đặng Ma La
Đặng Ma La (chữ Hán: 鄧麻羅, 1234-1285) được cho là vị thám hoa đầu tiên của Đại Việt (tức Việt Nam thời nhà Trần).

## Tiểu sử
Theo cuốn Đặng tộc đại tông phả, do Đặng Tiến Thự viết năm 1683, cho biết: Đặng Ma La sinh năm Giáp Ngọ (1234). Cha của ông là Đặng Nghiêm, làm quan nhà Lý. Mẹ của ông là Lý Thị Tiêu, thuộc hoàng thất nhà Lý. Nhà Trần áp chế và bắt tôn thất nhà Lý phải đổi họ, hai mẹ con Đặng Ma La phải chạy về quê lánh nạn tại làng Khúc Thủy,Thanh Oai, Hà Đông. Mẹ ông phải đổi thành họ Đặng. Ông có hai người anh là Đặng Tảo và Đặng Diễn đều thi đỗ thái học sinh làm quan triều Trần.

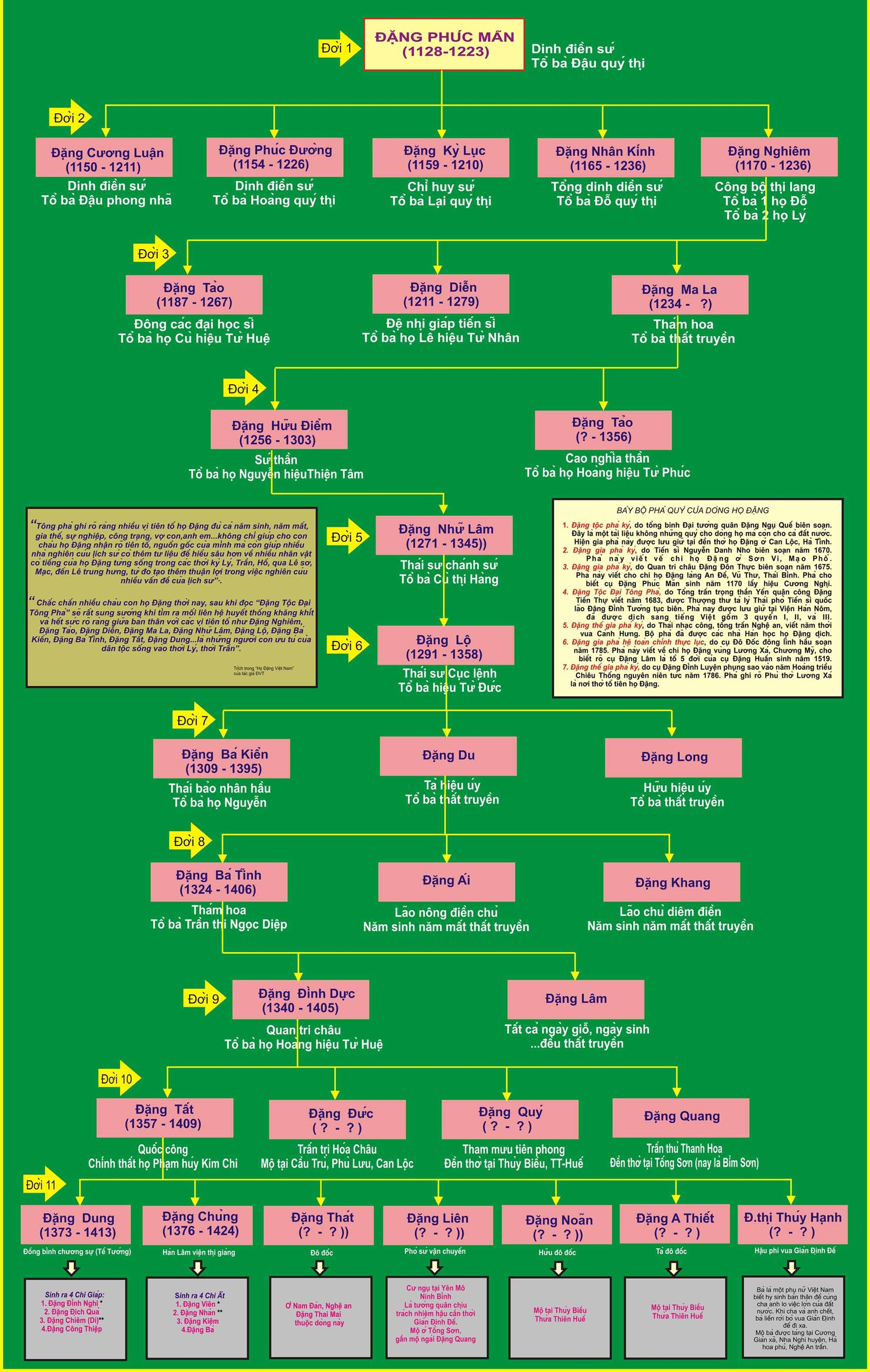

Mùa xuân năm Đinh Mùi 1247, khi Đặng Ma La 13 tuổi, Trần Thái Tông cho mở khoa thi tiến sĩ nho học, lần đầu tuyển chọn đủ tam khôi: Trạng nguyên, Bảng nhãn, Thám hoa. Ông dự khoa thi và đỗ thám hoa, cùng Nguyễn Hiền đỗ trạng nguyên và Lê Văn Hưu đỗ bảng nhãn.
Sau đó, Đặng Ma La được cử giữ chức Thẩm hình viện, rồi được bổ nhiệm làm tướng võ về lập doanh trại, tuyển binh, luyện võ, tại vùng Chúc Sơn Chương Đức, chuẩn bị đánh quân Nguyên Mông xâm lược lần thứ nhất năm 1258.
Năm Nhâm Thân (1272), Đặng Ma La về trấn giữ tỉnh Đông (Kinh Dương – Hàng Kênh) luyện quân chuẩn bị lực lượng chống Nguyên Mông.
Đúng vào năm quân Nguyên Mông kéo quân vào xâm lược nước ta lần thứ hai thì ông mất vào ngày mồng 2 tháng 12 năm Ất Dậu 1285.
Đặng Ma La lấy người vợ họ Lê, sinh được con trai là Đặng Hữu Điểm, làm tới chức Đại phu được cử đi sứ nhà Nguyên đời Trần Nhân Tông.
Một thông tin từ gia phả họ Đặng có ghi một người con trai khác của ông là Đặng Tảo (trùng tên với người bác) đỗ Thái học sinh đời Trần, làm quan, chức Thừa hiến nhập thị nội các Đại học sỹ cáo thụ Vân ý vinh lộc đại phu.

## Gia đình
Bố ông là Đặng Nghiêm (theo gia phả là Đặng Nghiễm) là một vị Đại Khoa của đầu tiên của trấn Sơn Nam, từng làm đến Thị Lang Công Bộ. Ông là con trai út và có 2 người anh trai là:
1. Đặng Diễn đứng đầu kỳ thi Thái học sinh khoa Nhâm Thìn 1232, giữ vai trò quan trọng trong đào tạo con cái quan lại, hoàng tộc và nền giáo dục đất nước.
2. Đặng Tảo (trùng tên một người con của ông) sinh năm Trinh Phù thứ 20, đời vua Lý Cao Tông, đỗ Thái học sinh, làm quan tới Thừa hiến, thăng Phó đô đốc, Nhập thị nội các Tu soạn kinh diên kiêm Đông các Đại học sỹ cáo thụ Vân ý Vinh lộc đại phu, phong tặng Cao Nghĩa thần.[1]

Thế con cháu của ông sau này đỗ đạt nhiều với những vai trò quan trọng như đi sứ nhà Nguyên, công trình nghiên cứu Thiên tượng, theo phò trợ con cháu hoàng gia nhà Trần khôi phục giang sơn như Trùng Quang Đế và Giản Định Đế.